# تحليل مخاطر الوظائف

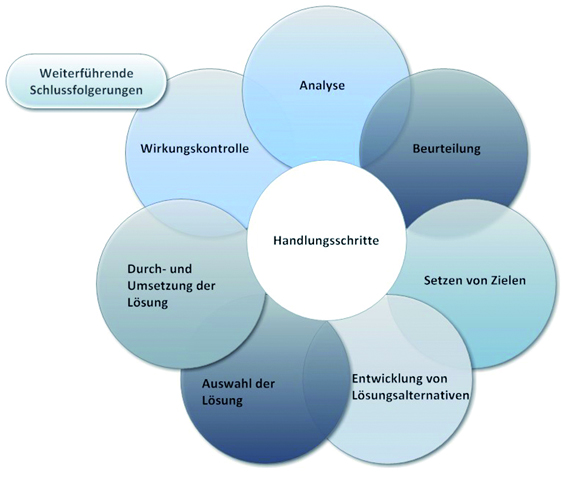

تحليل مخاطر الوظائف (بالإنجليزية: Job Hazard Analysis)، ويُعرف أيضًا بـ تحليل السلامة المهنية (بالإنجليزية: Job Safety Analysis) أو تحليل مخاطر المهام (بالإنجليزية: Task Hazard Analysis)، هو أحد أدوات تقييم المخاطر المستخدمة لتحديد المخاطر في مكان العمل والسيطرة عليها. يُعد هذا النظام من أدوات تقييم المخاطر من الدرجة الثانية، ويهدف إلى الوقاية من الإصابات التي قد يتعرض لها العامل أو زملاؤه أو أي شخص آخر يتواجد في موقع العمل، سواء كان يمر بالقرب منه أو يعمل فوقه أو تحته.
يساعد نظام تحليل مخاطر الوظائف في إدماج مبادئ الصحة والسلامة المهنية ضمن سير العمل، وذلك من خلال فحص كل خطوة من خطوات تنفيذ مهمة ما لتحديد المخاطر المرتبطة بها، ومن ثم اقتراح أفضل الطرق للسيطرة على هذه المخاطر أو منعها. بعبارة أخرى، يُعد تحليل مخاطر الوظائف دراسة منهجية لكل خطوة من خطوات العمل، يتم من خلالها تحديد المخاطر المحتملة – وخاصة تلك المتعلقة بالسلامة والصحة المهنية – مع اقتراح أنسب الوسائل لأداء المهمة بعد تقليل هذه المخاطر أو القضاء عليها.
تحدث الحوادث والإصابات المرتبطة بالوظائف بشكل يومي في مواقع العمل، وغالبًا ما تكون ناتجة عن نقص التدريب الكافي لدى العاملين بشأن كيفية أداء العمل بطريقة آمنة. ومن الوسائل الفعالة في الحد من هذه الإصابات وضع أنظمة واضحة لطرق العمل الآمنة وتدريب العاملين عليها، وهو ما يُعد من أبرز الفوائد التي يوفرها تطبيق نظام تحليل مخاطر الوظائف.

## المصطلحات والتعريفات
يمكن تصنيف مخاطر مكان العمل إلى ثلاث فئات رئيسية: الأنواع، والمجموعات، والعائلات.

#### أنواع المخاطر
تنقسم إلى:
- مخاطر السلامة: هي تلك التي يُحتمل أن تسبب إصابة فورية أو ضررًا مباشرًا.
- المخاطر الصحية: هي التي تُسبب أضرارًا نتيجة للتعرض المزمن أو المتكرر على مدى الزمن.
- المخاطر البيئية: هي التي يُحتمل أن تتسبب في تلوث بيئي أو أضرار للبيئة المحيطة.[2]

#### مجموعات المخاطر
- مخاطر الأجسام المادية: مثل المواد التي يمكن لمسها أو استنشاقها.
- الأعمال الخطرة: التي تتطلب تصريح عمل أو تأهيل خاص.
- انتهاكات واجب العناية: مثل المخالفات القانونية أو التنظيمية.

#### عائلات المخاطر
تشمل – على سبيل المثال لا الحصر – العائلات التالية: المخاطر الفيزيائية، الكيميائية، الكهربائية، الميكانيكية، الهيدروليكية، الهوائية، البيولوجية، الحرارية، الجاذبية، النفسية، وغيرها. بعض المخاطر قد تندرج تحت أكثر من عائلة واحدة.

### معايير مخاطر مكان العمل
معايير تقييم المخاطر هي مجموعة من المعايير المنهجية التي تُستخدم لتحديد ما إذا كان الوضع أو العامل يُشكّل خطرًا حقيقيًا في بيئة العمل. هذه المعايير تشمل ما يلي:
- محدد بوضوح: يجب أن يكون نوع الخطر ومجموعته وعائلته واضحة ومُعرّفة بدقة.
- لا يتطلب سيناريو لصياغته: يمكن وصف الخطر بكلمات قليلة (عادة خمس كلمات أو أقل). إذا كان يتطلب سيناريو طويل لتوضيحه، فإنه غالبًا لا يُعتبر خطرًا واضحًا.
- ذو احتمالية "ممكنة" أو أكثر: أي أن تقييم الاحتمالية يجب أن يكون معقولًا، لا يقل عن مستوى "ممكن". إذا كان الحدث نادرًا أو شبه مستحيل، فقد لا يُصنّف كخطر حقيقي.
- الوصف خالٍ من الصفات التقييمية: كلمات مثل "ضعيف"، "معيب"، "قليل" أو "غير سليم" لا يُعتمد عليها في تقييم الخطر.
- الوصف لا يحتوي على أوصاف الغياب: مثل "غير كافٍ"، "غير متاح"، "مفقود"، وغيرها، لأنها تصف ما ينقص بدلاً من تحديد ما هو موجود ويشكل خطرًا.

### آلية الإصابة (MOI)
آلية الإصابة (بالإنجليزية: Mechanism of Injury - MOI) تُشير إلى الكيفية التي تحدث بها الإصابة نتيجة التعرض لخطر معين. وجود MOI ضروري لتصنيف أي وضع بأنه خطر.
مثال:
- الخطر: حقيبة أدوات موضوعة في الممر.
- MOI: التعثر بالحقيبة.
- النتيجة: كسر في الساق.

تشمل الآليات الشائعة للإصابة ما يلي:
- الانزلاقات والتعثر والسقوط.
- الضرب بواسطة جسم أو الاصطدام به.
- التلامس مع سطح أو مادة خطرة.
- الاحتجاز في أو بين المعدات.
- السقوط من ارتفاع أو على نفس المستوى.

### الإحتمالية
الاحتمالية (بالإنجليزية: Likelihood) تُعبّر عن مدى توقع حدوث حادث أو تعرض للخطر خلال فترة زمنية معينة. يمكن التعبير عنها بأشكال متعددة مثل:
- احتمالية لفظية (ممكن، مرجح، نادر).
- معدل تكرار الحوادث.
- نسبة مئوية بناءً على بيانات سابقة.

### العواقب
العاقبة (بالإنجليزية: Consequence) هي نتيجة حادث محتمل. يمكن أن تكون:
- إصابة جسدية.
- خسارة مالية.
- أضرار بيئية.
- حتى مكاسب أو نتائج إيجابية في بعض الحالات.

تعتمد شدة العواقب على عدة عوامل، منها آلية الإصابة ونوع الخطر. عند تقييم المخاطر، تظل العواقب ثابتة سواء في التقييم الأولي أو بعد تطبيق وسائل التحكم، لأن التحكم لا يُغيّر طريقة الإصابة، بل يُقلّل من احتمالية وقوعها أو شدتها.

### الخطر
الخطر هو مزيج من الاحتمالية والعواقب. لا يكفي وجود احتمال لوقوع حدث ما ليُصنّف كخطر، بل يجب أيضًا أن يكون له تأثير محتمل مثل الإصابة أو التلف أو الخسارة. بالتالي، يتم تقييم الخطر بناءً على مدى احتمال وقوعه وشدة نتائجه.

### سُلطة المخاطر
سلطة المخاطر (Risk Authority) تشير إلى المستوى التنظيمي للشخص أو الجهة المخولة باتخاذ قرار قبول مستوى معين من المخاطرة، ويختلف ذلك حسب درجة الخطر:
| مستوى المخاطرة   | السلطة المخولة بقبولها        |
| ---------------- | ----------------------------- |
| مخاطرة منخفضة    | المشرف (Supervisor)           |
| مخاطرة معتدلة    | المدير المباشر (Line Manager) |
| مخاطرة كبيرة     | المدير التنفيذي               |
| مخاطرة عالية جداً | غير مقبولة بدون تخفيف المخاطر |

### ALARP
ALARP اختصار لـ As Low As Reasonably Practicable، وتعني: بأقل مستوى ممكن بشكل معقول.
يُستخدم هذا المفهوم لتحديد ما إذا كانت المخاطر قد تم تقليلها إلى حد لا يُمكن تخفيضه أكثر دون أن تكون التكلفة أو الجهد غير متناسب مع الفائدة الناتجة.

يُستخدم كذلك مصطلح مشابه: ALARA (As Low As Reasonably Achievable) والذي يُركّز على تحقيق أدنى مستوى من الخطر بشكل يمكن تحقيقه واقعيًا.
يُعد مفهوم ALARP أساسيًا في تقييمات المخاطر مثل تحليل السلامة المهنية (JSA) وتقييم المخاطر.

### PEPE
PEPE هو اختصار يُستخدم لتحليل المخاطر المرتبطة بالمهام اليومية، ويتكوّن من أربعة عناصر:
1. العملية (Process)
2. البيئة (Environment)
3. الأشخاص (People)
4. المعدات والمواد والأدوات (EMT)

### العملية
تشمل العملية السياسات والإجراءات والتصاريح اللازمة لأداء العمل بأمان، مثل:
- تعليمات العمل الآمن.
- أنظمة التصريح.
- تقييمات المخاطر.
- اللوائح والتشريعات ذات الصلة.

ينبغي أن تكون هذه العمليات:
- مكتوبة وواضحة.
- سهلة التطبيق.
- مُحدّثة باستمرار.

### البيئة
البيئة المحيطة يمكن أن تخلق تحديات تؤثر على السلامة، مثل:
- صعوبة الدخول والخروج.
- الأرضيات الزلقة أو العوائق.
- ظروف الطقس (حرارة، برودة، أمطار).
- الإضاءة المنخفضة أو الضوضاء.
- وجود غبار أو ملوثات.
- العزلة أو العمل في مناطق نائية.

### الأشخاص
المخاطر المتعلقة بالأشخاص قد تنشأ من:
- نقص التدريب أو عدم التأهيل.
- التعب أو الضغط النفسي.
- التعرض للتنمر أو مشاكل منزلية.
- تعاطي الكحول أو المواد الأخرى.
- غياب الإشراف أو رفض اتباع الإجراءات.

لذلك، من الضروري تزويد العاملين بالتدريب، التوجيه، والمراقبة المستمرة لضمان السلامة.

### المعدات والمواد والأدوات (EMT)
اختيار المعدات المناسبة للمهمة أمر بالغ الأهمية. المخاطر المحتملة تشمل:
- الأدوات الحادة، الثقيلة، أو المهتزة.
- الأسطح الساخنة أو القابلة للكسر.
- المواد الخطرة مثل الأحماض، الغراء، المذيبات، الأسبستوس.
- مصادر الطاقة: الكهرباء، الهيدروليك، الإشعاع، الجاذبية.

ينبغي التأكد من:
- أن المعدات تمت معايرتها واختبارها.
- أن لديها شهادات صالحة.
- وجود علامات تحذيرية أو تعليمات استخدام واضحة.

## ضوابط المخاطر
ضوابط المخاطر هي التدابير أو الحواجز المصممة لمنع أو تقليل احتمال حدوث إصابة أو ضرر من خطر معين. تُعد الضوابط جزءًا أساسيًا من إدارة المخاطر، وتهدف إلى حماية الأشخاص، المعدات، والبيئة.

#### أنواع الضوابط
تنقسم ضوابط المخاطر إلى نوعين رئيسيين:
- الضوابط الصلبة (Hard Controls):
  - وهي حواجز مادية تمنع الاتصال المباشر بالخطر.
  - أمثلة: حراس الآلات، الأسوار، معدات التقييد، القواطع الكهربائية.
- الضوابط اللينة (Soft Controls):
  - لا تمنع الخطر بشكل مباشر لكنها تساعد في إدارته.
  - أمثلة: اللافتات التحذيرية، تعليمات العمل، التصاريح، الإجراءات المكتوبة أو الشفهية.

كلما كانت الضوابط أكثر مادية (صلبة)، كانت أكثر فاعلية عادةً في منع الإصابات.

### التسلسل الهرمي لفعالية الضوابط
التسلسل الهرمي للضوابط (Hierarchy of Controls) هو نموذج يُستخدم لتحديد أفضل الخيارات الممكنة للسيطرة على المخاطر. يتم ترتيب الضوابط من الأكثر فاعلية إلى الأقل كما يلي:
| الترتيب | نوع الضبط                               | الشرح                                                              |
| ------- | --------------------------------------- | ------------------------------------------------------------------ |
| 1       | الإزالة (Elimination)                   | إزالة الخطر تمامًا من بيئة العمل.                                   |
| 2       | الاستبدال (Substitution)                | استبدال شيء خطير بشيء أقل خطورة.                                   |
| 3       | العزل (Isolation)                       | فصل الأشخاص عن الخطر بحواجز أو تباعد مادي.                         |
| 4       | الضوابط الهندسية (Engineering Controls) | تصميم أدوات أو عمليات تقلل من التعرض للخطر.                        |
| 5       | ضوابط إدارية (Administrative Controls)  | تغييرات في السياسات أو التدريب أو الجداول الزمنية لتقليل التعرض.   |
| 6       | معدات الحماية الشخصية (PPE)             | استخدام معدات مثل الخوذ، القفازات، النظارات الواقية كخط دفاع أخير. |

هذه القائمة تُستخدم على نطاق واسع من قبل منظمات مثل OSHA وNIOSH وتُدرّس كمعيار عالمي في السلامة المهنية.

### معايير اختيار الضوابط الفعالة
لكي تكون الضوابط فعالة، يجب أن:
- تعالج العناصر الأربعة في PEPE (العملية، البيئة، الأشخاص، المعدات).
- تقلل الاحتمالية إلى مستوى ALARP.
- تعطي الأولوية للضوابط الصلبة بدلًا من اللينة كلما أمكن.
- تتوافق مع مستوى الخطر المقبول في المنظمة.

في حال بقاء الخطر المتبقي (Residual Risk) أعلى من الحد المسموح به، يجب استشارة سلطة الخطر المعنية لاتخاذ قرارات إضافية بشأن تخفيفه.

### الرسوم التوضيحية
يُستخدم عادة شكل المثلث الهرمي لتوضيح ترتيب الضوابط، حيث تكون "الإزالة" في الأعلى (الأقوى)، و"PPE" في الأسفل (الأضعف). يمكن استخدام هذا الشكل في العروض التقديمية لتبسيط المفهوم للموظفين.

## نطاق التطبيق
يُعد تحليل سلامة العمل (JSA) أداة موثقة لتقييم المخاطر تُستخدم عندما تنص سياسات الشركة على ضرورة ذلك. يُطلب من الموظفين إجراء JSA في حالات معينة لتحديد وفهم المخاطر المرتبطة بمهمة ما، واتخاذ تدابير وقائية مناسبة.

#### متى يُطبق JSA؟
عادةً ما يُطلب تطبيق JSA في الحالات التالية:
- عندما يوجه المشرف ذلك.
- عند الإشارة إلى وجود خطر من خلال تقييم المخاطر من الدرجة الأولى.
- عندما تكون احتمالية الخطر "ممكنة" أو أعلى.
- عند التعامل مع مهام ذات عواقب عالية وخطورة مرتفعة.

#### أمثلة على المهام التي تتطلب JSA
تتضمن المهام التي تتطلب JSA – على سبيل المثال لا الحصر – تلك التي:
- لها تاريخ من الإصابات أو الأضرار.
- تشمل الحرائق أو المواد الكيميائية أو الأجواء السامة أو منخفضة الأوكسجين.
- تتم في بيئات جديدة أو غير مألوفة.
- يتم تنفيذها نادرًا أو لأول مرة.
- قد تؤثر على سلامة أو إنتاجية نظام المعالجة أو العمليات الأساسية.

#### أهمية الفهم والتنفيذ
من المهم جدًا أن يفهم الموظفون أن:
- JSA ليست مجرد ورقة تُوقّع، بل عملية وقائية حيوية.
- الفعالية الحقيقية تأتي من تنفيذ الضوابط المقترحة في JSA، وليس فقط من كتابتها.
- قراءة JSA وفهم محتواه قبل التوقيع أمر ضروري، وليس مجرد إجراء شكلي.
- الـ JSA وثيقة شبه قانونية يمكن الرجوع لها في:
  - تحقيقات الحوادث.
  - النزاعات التعاقدية.
  - القضايا القانونية.

## هيكل تقييم المخاطر (JSA)
يُعد إعداد تقييم سلامة العمل (JSA) أو تحليل المخاطر الوظيفية (JHA) من مهام فريق العمل الذي سينفذ المهمة فعليًا. فكلما زادت المشاركة من ذوي الخبرة والمعرفة في تحليل المهمة، زادت فاعلية السيطرة على المخاطر المرتبطة بها. وفي بعض الحالات، يمكن مراجعة JSA سابق تم إعداده لمهمة مشابهة، بشرط التأكد من أن جميع المخاطر المرتبطة بالمهمة الحالية قد تم تحديدها والتحكم بها بالشكل المناسب.
عادةً ما يتم توثيق JSA باستخدام جدول موحّد يتضمن من ثلاثة إلى ستة أعمدة. الأعمدة الأساسية تشمل: خطوة العمل، المخاطر، والضوابط.
- المخاطر: أي عامل قد يتسبب بضرر للأشخاص، الممتلكات، أو البيئة (وقد تضيف بعض الشركات عناصر مثل فقدان الإنتاج أو تعطل العمليات).
- الضوابط: الإجراءات أو التدابير المتخذة للسيطرة على تلك المخاطر.

تُقسم المهمة إلى خطوات محددة، ولكل خطوة تُحدد المخاطر، ثم تُدرج الضوابط المناسبة لكل منها. فيما يلي مثال على تحليل JSA لمهمة تشمل تركيب سقالات وأعمال لحام:
| خطوة العمل          | المخاطر                           | الضوابط                                                              |
| ------------------- | --------------------------------- | -------------------------------------------------------------------- |
| إقامة السقالات      | سقوط مكونات السقالات              | عزل منطقة العمل، فحص السقال، ارتداء معدات الحماية، ربط الأدوات       |
| العمل في الارتفاعات | السقوط أو التعثر                  | استخدام أحزمة الأمان، فحص المكونات، وضع علامات اعتماد، معدات الوقاية |
| اللحام              | تيار كهربائي                      | قفازات عازلة، فحص التوصيلات والمعدات                                 |
|                     | انبعاثات اللحام                   | تهوية جيدة، استخدام الحماية التنفسية                                 |
|                     | حريق ناتج عن اللحام               | خوذة اللحام، ملابس مقاومة، شاشات وقائية، معدات إطفاء                 |
|                     | شرارات ومعدن ساخن                 | إزالة مواد قابلة للاشتعال، استخدام أقمشة واقية                       |
| النظافة             | عوائق أو معدات معطلة بمنطقة العمل | إبقاء المسارات نظيفة، إزالة المعدات غير اللازمة، وضع علامات تحذير    |

#### تقييم مستويات المخاطر
بعض المؤسسات تضيف أعمدة إضافية لتقييم مستوى المخاطر، مثل:
- تقييم الخطر الجوهري: قبل تطبيق أي ضوابط.
- تقييم الخطر المتبقي: بعد تطبيق الضوابط.

يُعرَّف الخطر في سياق الصحة والسلامة المهنية بأنه "تأثير عدم اليقين على الأهداف". ويُقاس الخطر من خلال العلاقة بين الاحتمال والعواقب، حيث الاحتمال يُعبّر عن تكرار الحدث، والعواقب تُعبّر عن آلية الإصابة وشدّتها.
مثال توضيحي:
في حالة استخدام أداة تنتج جزيئات معدنية ساخنة (مثل الطاحونة)، يمكن اعتبار الاحتمال "ممكن" بناءً على سوابق تاريخية. أما العاقبة المحتملة، فهي إعاقة دائمة للعين (مثل العمى). ارتداء نظارات حماية يقلل الاحتمال، لكنه لا يغيّر شدة الإصابة إن وقعت، وبالتالي يبقى تقييم العاقبة كما هو في كل من التقييم الجوهري والمتبقي.

#### تحديد المسؤوليات
من الأفضل إضافة عمود خاص بـ المسؤوليات، يُوضح من هو الفرد أو الجهة المسؤولة عن تنفيذ كل ضابطة محددة في تحليل JSA. هذا يعزز الالتزام والمساءلة في التنفيذ.

#### تطبيق JSA عمليًا
قبل بدء تنفيذ المهمة، ينبغي أن يعقد فريق العمل اجتماعًا تمهيديًا لمراجعة JSA، ومناقشة المخاطر والضوابط، وتوزيع الأدوار، والتأكد من توفر المعدات ومعدات الحماية الشخصية، والتفاهم على إشارات اليد وخطط الطوارئ.
إذا طرأت تغييرات أثناء تنفيذ المهمة، فيجب إيقاف العمل فورًا، وإعادة تقييم المخاطر وتحديث الضوابط وفقًا للوضع الجديد. لا يُستأنف العمل إلا بعد اتفاق الجميع على أن بيئة العمل آمنة.
وأخيرًا، يُوصى بعقد اجتماع ختامي بعد إتمام المهمة لمناقشة أي تحديات أو دروس مستفادة، بهدف تحسين الأداء وتحديث إجراءات السلامة مستقبلاً.